# Federale Overheidsdienst Sociale Zekerheid
De Federale Overheidsdient Sociale Zekerheid (vaak afgekort tot FOD Sociale Zekerheid of FOD SZ) is een Belgische federale overheidsdienst. De FOD SZ ontstond door de Copernicushervorming in 2001 bij de splitsing van het vroegere Ministerie van Sociale Zaken, Volksgezondheid en Leefmilieu in twee FOD’s:
- FOD Sociale Zekerheid
- FOD Volksgezondheid, Veiligheid van de Voedselketen en Leefmilieu

De hoofdopdracht voor de FOD Sociale Zekerheid bestaat uit 2 delen:
- beleidscoördinatie en -ondersteuning;
- sociale dienstverlening aan gebruikers;

## De Sociale zekerheid in België
Het huidige socialezekerheidsmodel in België ontstond tijdens de Tweede Wereldoorlog toen vertegenwoordigers uit de vakbondswereld en werkgeversorganisaties het zogenaamde Sociaal Pact sloten.
De administratieve organisatie van de sociale zekerheid in België is echter relatief complex met een Federale Overheidsdienst (FOD) en een vijftiental Openbare instellingen van sociale zekerheid (OISZ). Deze OISZ voeren hun opdrachten uit in een specifieke tak zoals ziekteverzekering, arbeidsongeschiktheid, pensioenen, werkloosheid, arbeidsongevallen, beroepsziekten etc, of in een bepaald stelsel zoals het Rijksinstituut voor de Sociale Verzekeringen der Zelfstandigen. De FOD Sociale Zekerheid speelt hierbij een transversale, beleidsvoorbereidende en internationale rol.

## Structuur en organisatie
De FOD Sociale Zekerheid telt ongeveer 600 medewerkers in 4 directies-generaal (DG):
- DG Juridische expertise
- DG Analyse en monitoring
- DG Beleidscoördinatie en internationale relaties
- DG Personen met een handicap

en de Centrale Diensten.
De voorzitter van het directiecomité is Peter Samyn (sinds januari 2021).